# Inklinken

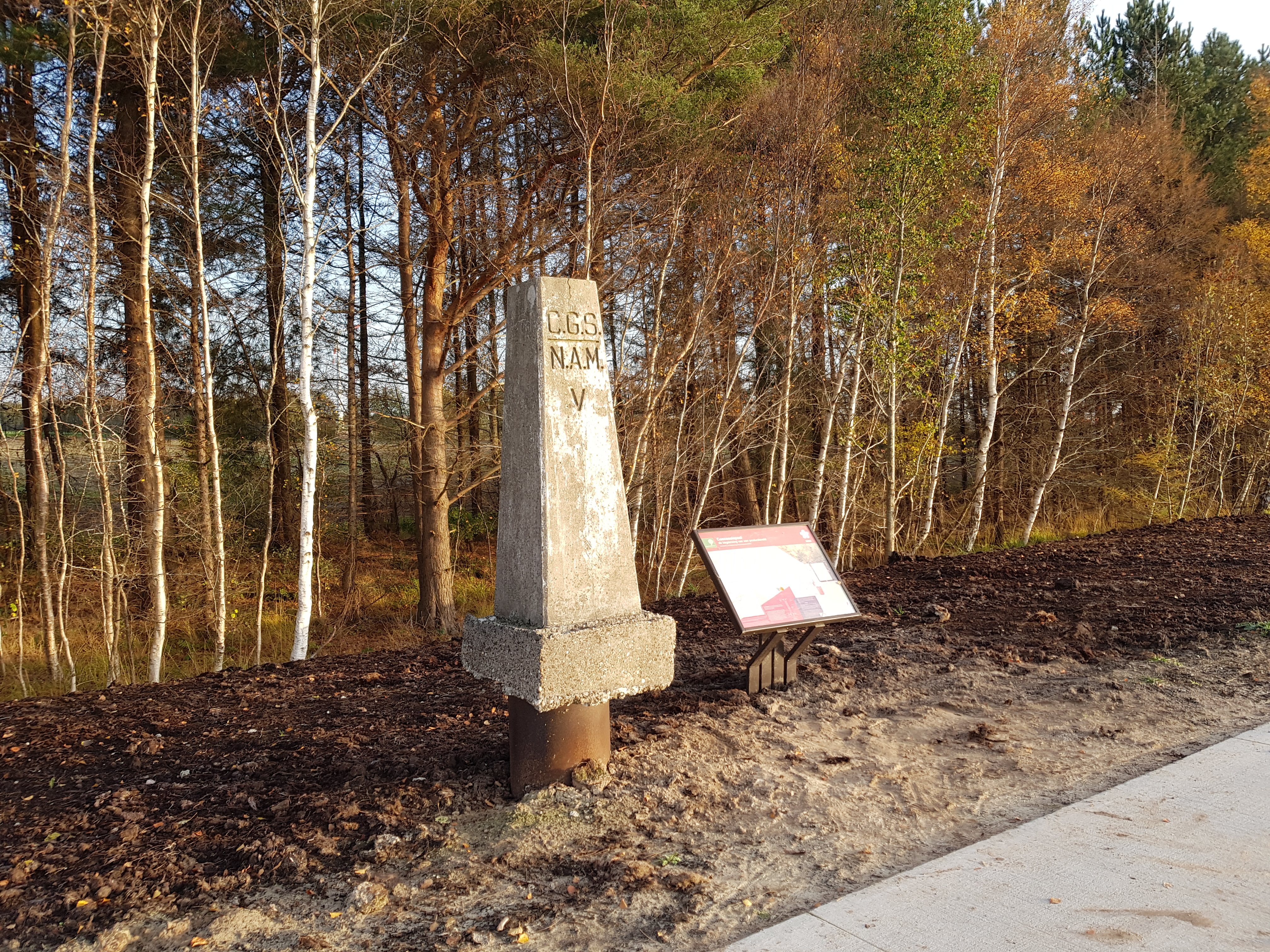
Door inklinking is de veengrond rond deze grenspaal gezakt, waardoor de fundering deels zichtbaar is geworden

Inklinken of kortweg klink is het proces van volumevermindering van grond door verdroging of onttrekken van grondwater, eventueel gecombineerd met oxidatie van veenlagen door toetreden van lucht. Klink kan bijvoorbeeld ontstaan bij bemaling in een polder.
Door afname van de hoeveelheid water krimpt de grond, maar zal wanneer deze weer nat wordt weer opzwellen. Een deel van deze klink is echter onomkeerbaar. Dit doet zich vooral voor in veengrond die voor ongeveer 15 % uit afgestorven plantenmateriaal bestaat en voor de rest grotendeels uit water, maar ook kleigrond krimpt. Bij veen wordt klink nog versterkt doordat het afgestorven plantenmateriaal na ontwatering in aanraking komt met zuurstof uit de lucht, waarna aerobe bacteriën dit organisch materiaal als voedsel gebruiken. Ze oxideren het drooggevallen veen ten behoeve van hun stofwisseling (celademhaling). Het veen boven het grondwaterniveau verdwijnt daardoor en de bodem daalt. Door het inklinken is de veengrond niet meer bruikbaar voor teelt van graan en kan het alleen gebruikt worden als grasland, of om vezelhennep te telen. Als oplossing kan het polderpeil verlaagd worden, maar dit kan weer extra oxidatie tot gevolg hebben, waardoor men het waterpeil opnieuw zal willen verlagen. Uiteindelijk zal op die manier een veengebied zo ver dalen dat zilte kwel een probleem gaat vormen. 